# Championnat du Brésil féminin de football 2015
Navigation
Édition précédente Édition suivante
La saison 2015 du Championnat du Brésil féminin de football Campeonato Brasileiro de Futebol Feminino de 2015 - Série A1 est la troisième saison du championnat féminin au Brésil.

## Organisation
Les équipes qui participent à la troisième saison de Serie A1 sont : le vainqueur de la Coupe du Brésil de football féminin 2014, le champion de l'édition 2014, les 8 meilleures équipes au classement féminin de la CBF et les 10 meilleures du championnat du Brésil de football masculin 2014. Ce dernier critère a été adopté pour encourager les grands clubs brésiliens à investir dans le football féminin.
Les vingt participants sont répartis en quatre groupe de cinq et se rencontrent une seule fois. Les deux premiers de chaque groupe sont qualifiés pour le tour suivant composé de deux groupes de quatre équipes. Les deux premiers de groupes s'affrontent ensuite avec un système d'élimination directe en matches aller-retour avec deux tours : demi-finale et finale.

## Compétition

### Première phase

#### Groupe 1
| Rang | Équipe               | Pts | J | G | N | P | Bp | Bc | Diff |
| ---- | -------------------- | --- | - | - | - | - | -- | -- | ---- |
| 1    | Santos               | 12  | 4 | 4 | 0 | 0 | 11 | 1  | +10  |
| 2    | Rio Preto            | 9   | 4 | 3 | 0 | 1 | 9  | 2  | +7   |
| 3    | Ferroviária          | 6   | 4 | 2 | 0 | 2 | 14 | 4  | +10  |
| 4    | Iranduba da Amazônia | 1   | 4 | 0 | 1 | 3 | 2  | 12 | -10  |
| 5    | Pinheirense          | 1   | 4 | 0 | 1 | 3 | 2  | 16 | -14  |

#### Groupe 2
| Rang | Équipe          | Pts | J | G | N | P | Bp | Bc | Diff |
| ---- | --------------- | --- | - | - | - | - | -- | -- | ---- |
| 1    | Flamengo        | 10  | 4 | 3 | 1 | 0 | 12 | 1  | +11  |
| 2    | Centro Olímpico | 7   | 4 | 2 | 1 | 1 | 19 | 5  | +14  |
| 3    | Portuguesa      | 6   | 4 | 2 | 0 | 2 | 10 | 10 | 0    |
| 4    | Kindermann      | 6   | 4 | 2 | 0 | 2 | 7  | 7  | 0    |
| 5    | Duque de Caxias | 0   | 4 | 0 | 0 | 4 | 3  | 28 | -25  |

#### Groupe 3
| Rang | Équipe                 | Pts | J | G | N | P | Bp | Bc | Diff |
| ---- | ---------------------- | --- | - | - | - | - | -- | -- | ---- |
| 1    | São José               | 12  | 4 | 4 | 0 | 0 | 20 | 1  | +19  |
| 2    | América Mineiro        | 6   | 4 | 2 | 0 | 2 | 7  | 4  | +3   |
| 3    | São Francisco do Conde | 6   | 4 | 2 | 0 | 2 | 8  | 11 | -3   |
| 4    | Foz Cataratas          | 6   | 4 | 2 | 0 | 2 | 5  | 9  | -4   |
| 5    | Mixto                  | 0   | 4 | 0 | 0 | 4 | 3  | 18 | -15  |

#### Groupe 4
| Rang | Équipe              | Pts | J | G | N | P | Bp | Bc | Diff |
| ---- | ------------------- | --- | - | - | - | - | -- | -- | ---- |
| 1    | Tiradentes          | 10  | 4 | 3 | 1 | 0 | 15 | 2  | +13  |
| 2    | Botafogo PB         | 7   | 4 | 2 | 1 | 1 | 3  | 1  | +2   |
| 3    | Vitória das Tabocas | 5   | 4 | 1 | 2 | 1 | 5  | 4  | +1   |
| 4    | Caucaia             | 4   | 4 | 1 | 1 | 2 | 5  | 5  | 0    |
| 5    | Viana               | 1   | 4 | 0 | 1 | 3 | 1  | 17 | -16  |

### Deuxième phase

#### Groupe 1
| Rang | Équipe          | Pts | J | G | N | P | Bp | Bc | Diff |
| ---- | --------------- | --- | - | - | - | - | -- | -- | ---- |
| 1    | Centro Olímpico | 15  | 6 | 5 | 0 | 1 | 17 | 3  | +14  |
| 2    | São José        | 12  | 6 | 4 | 0 | 2 | 13 | 7  | +6   |
| 3    | Santos          | 9   | 6 | 3 | 0 | 3 | 15 | 7  | +8   |
| 4    | Botafogo PB     | 0   | 6 | 0 | 0 | 6 | 2  | 30 | -28  |

#### Groupe 2
| Rang | Équipe          | Pts | J | G | N | P | Bp | Bc | Diff |
| ---- | --------------- | --- | - | - | - | - | -- | -- | ---- |
| 1    | Tiradentes      | 13  | 6 | 4 | 1 | 1 | 11 | 6  | +5   |
| 2    | Rio Preto       | 11  | 6 | 3 | 2 | 1 | 10 | 4  | +6   |
| 3    | Flamengo        | 6   | 6 | 2 | 0 | 4 | 7  | 14 | -7   |
| 4    | América Mineiro | 4   | 6 | 1 | 1 | 4 | 8  | 12 | -4   |

### Phase finale

#### Demi finale
| Équipe     | Aller | Total           | Retour | Équipe          |
| ---------- | ----- | --------------- | ------ | --------------- |
| Rio Preto  | 1 - 1 | 2 - 2 (tab 4-2) | 1 - 1  | Centro Olímpico |
| Tiradentes | 1 - 1 | 1 - 6           | 0 - 5  | São José        |

#### Finale
| Équipe    | Aller | Total | Retour | Équipe   |
| --------- | ----- | ----- | ------ | -------- |
| Rio Preto | 1 - 0 | 2 - 1 | 1 - 1  | São José |

Rio Preto remporte son premier titre.